# Francis Bernard Courtney
Francis Bernard Courtney (* 2. April 1867 in Worcester, Massachusetts; † 23. Januar 1952 in Detroit, Michigan) war in erster Linie ein Schriftkünstler aus Tagen, in denen eine feine Handschrift für das Geschäftsleben noch unerlässlich war. Während seines Lebens lehrte Courtney an zahlreichen Colleges und unterstützte die Justiz als Graphologe.

## Biografie
Francis Bernard Courtney wurde am 2. April 1867 in Worcester, Massachusetts, als zweites Kind von Bernard Courtney und Nora Welsh geboren. Sein Vater kam aus Irland, seine Mutter aus Maine, beide irischer Abstammung. Francis hatte sechs Geschwister, die alle in Massachusetts geboren wurden. Im Jahr 1880 war sein Zuhause Holden in Worcester Country, etwa 40 Meilen westlich von Boston. Sein Vater arbeitete in einer Wollfabrik und seine Mutter war Inhaberin einer Herberge. Im Jahr 1881 begann sein erstes Jahr an der Holden High School.
Am 25. Dezember 1909 heiratete er die Lehrerin Mildred H. Smith. Zu dieser Zeit unterrichtete Francis Courtney in Cedar Rapids, Iowa, wo das Ehepaar später lebte. Courtney ist auf dem Evergreen Cemetery in Detroit, Wayne County, Michigan begraben.

## Karriere
Im Alter von 17 Jahren entwickelte er als Schüler von A. Hinman, einem ehemaligen Schüler von Platt Rogers Spencer, eine Leidenschaft für die Schreibkunst. Nach seinem Abschluss an der Hinman Business School und dem Spencerian Business College in Cleveland arbeitete Courtney zunächst zwei Jahre als Buchhalter. Jedoch zog er es vor, in einem College-Umfeld zu arbeiten. Er schrieb einen Text von 200 Seiten, in dem sich jede Zeile in der Schriftart unterschied, und schickte diese an Wirtschaftsschulen im ganzen Land. Diese wurden auf ihn aufmerksam, und sein Ruf als The Pen Wizard wuchs. Courtney unterrichtete an zahlreichen Colleges: Hinman’s College, Worcester, Massachusetts; Portland, Maine Business College; Lincoln, Nebraska Business College; Spaulding’s Commercial College, Kansas City, Missouri; McDonald Business College, Des Moines, Iowa; Caton’s Commercial College, Minneapolis, Minnesota; Wood’s School of Business, New York; Cedar Rapids Business College, Cedar Rapids, Iowa; Toland’s Business University. Er war ständiger Mitarbeiter des Penman’s Art Journal, des American penman und des Business Educator. Parallel zu seiner Lehrtätigkeit arbeitete er als Graphologe für die Forensik.

## Schriften
- Francis B. Courtney’s method of detecting forgery and raised checks: for bank cashiers and their training as handwriting experts. 1906.
- Courtney’s Modern Method of Rapid Writing. 1911.